# Pemberton (Australie-Occidentale)
Pemberton (757 habitants) est une ville située dans la région Sud-Ouest de l'Australie Occidentale, à 343 km au sud-est de Perth à 32 km au sud de Mamjimup. La ville est nommée d'après un de ses premiers colons, Pemberton Walcott. C'est le pays du karri, le plus grand arbre d'Australie occidentale et le troisième plus grand arbre à bois dur dans le monde.

## Histoire
Pemberton était occupée par les aborigènes Bibbulmun jusqu'à ce que les européens occupent la région dans les années 1880. L'exploitation du bois a commencé en 1912 et la ville a accru sa population. Des terres gratuites ont été offertes aux colons dans les années 1920, cependant les conditions de vie étaient difficiles en raison des difficultés de mise en valeur des terres.
Le bois est resté la ressource principale de la région mais l'élevage de vaches laitières et les cultures comme celles des pommes de terre, du chou-fleur et du houblon se sont développés. Pendant les années 1980 Pemberton va devenir ville touristique. Le tourisme joue maintenant un rôle important après que les vieilles exploitations forestières aient été considérablement réduites par le gouvernement de l'État en 2003. Plutôt que de fermer, la Pemberton Mills s'est tournée vers l'exploitation de plantations de gommiers bleus et de pins en plus de l'exploitation des karris. La viticulture est désormais largement développée avec de nombreuses zones de pâturages reconverties en vignobles.

## Tourisme
Le parc national de Gloucester situé à proximité de la ville contient trois karris dépassant chacun les 60 mètres de hauteur. Le plus célèbre est le Gloucester Tree, mais il y a aussi le Diamond Tree et le Dave Evans Bicentenial Tree qui est le plus grand des trois et s'élève à environ 71 mètres. Chacun de ces arbres a été équipé de barreaux de métal qui permettent aux visiteurs de monter dans l'arbre et d'atteindre le belvédère construit au sommet.
Les autres centres d'intérêt touristique sont le Pemberton Tramway qui relie Pemberton à Northcliffe et le sentier de randonnée Bibbulmun. On peut faire des croisières fluviales, des randonnées, du canoë et du 4 roues et visiter les parcs nationaux qui entourent la ville.
La ville est le siège du festival annuel du marron et du festival du vin qui avait lieu pour le week-end de l'Australia Day en janvier jusqu'en 2008, date à laquelle il a été transféré en mai. Pemberton est reconnu posséder l'un des premiers climats frais viticoles d'Australie, et accueille de nombreux domaines viticoles de la région.